# Coracina morio
Coracina morio е вид птица от семейство Campephagidae.

## Разпространение
Видът е разпространен в Индонезия.